# اسپین
اسپین (spin) از خاصیت‌های بنیادی ذرات زیراتمی است که معادل کلاسیک ندارد و یک خاصیت کوانتومی به‌شمار می‌آید.
اسپین یا چرخش‌واره، یک ویژگی ذاتی ذرات ریز مانند الکترون، پروتون و نوترون است که می‌توان آن را شبیه به نوعی «چرخش درونی» تصور کرد، البته نه به معنای واقعی چرخیدن به دور خود. این ویژگی باعث می‌شود ذرات در میدان مغناطیسی مانند یک آهن‌ربا رفتار کنند. اسپین نقش مهمی در توضیح رفتار ذرات در فیزیک کوانتومی دارد و برای درک چیزهایی مثل طیف نوری، مغناطیس مواد و حتی ساختار اتم‌ها حیاتی است. همچنین با اصل معروفی به نام «اصل طرد پائولی» مرتبط است که توضیح می‌دهد چرا الکترون‌ها نمی‌توانند در یک اتم در یک حالت دقیقاً یکسان قرار بگیرند.
اسپین نه‌تنها یک ویژگی ذاتی و بنیادی ذرات ریز است، بلکه مقدار آن همیشه ثابت و مشخص برای هر نوع ذره است. مثلاً الکترون همیشه اسپین ½ دارد. برخلاف ذرات معمولی که می‌توان سرعت یا مکانشان را تغییر داد، اسپینِ ذرات نمی‌تواند تغییر کند، فقط جهت‌گیری (بالا یا پایین) آن نسبت به یک میدان مغناطیسی قابل اندازه‌گیری است. اسپین همچنین یکی از ویژگی‌هایی است که تعیین می‌کند یک ذره به کدام دستهٔ بنیادی تعلق دارد: اگر اسپین آن عددی صحیح باشد (مثل 0 یا 1)، آن ذره یک «بوزون» است، و اگر عددی نیمه‌صحیح باشد (مثل ½)، به گروه «فرمیون‌ها» تعلق دارد.

## توصیف علمی
نزدیک‌ترین خاصیت کلاسیک به اسپین اندازه‌حرکت زاویه‌ای است. در مکانیک کوانتوم عملگر اسپین درست از همان قانون جابجایی عملگر اندازه‌حرکت زاویه‌ای پیروی می‌کند. از لحاظ ریاضی اسپین‌های گوناگون جنبه‌های نمایش‌یافته مختلف گروه (SU(۲ هستند در حالی که اندازه‌حرکت زاویه‌ای از جبر لی (SO(۳ پیروی می‌کند. همان‌طور که ذره‌های بنیادی جرم و بار متفاوت دارند، اسپین متفاوت نیز دارند. اسپین یک ذره می‌تواند صفر یا هر عدد صحیح و نیم‌صحیح بزرگ‌تر از صفر باشد، یعنی ‎ ۱/۲ یا ‎۱ یا ‎ ۳/۲ و الی آخر. مثلاً اسپین الکترون ‎۱/۲ و اسپین فوتون ۱ و اسپین گراویتون ۲ است. به ذراتی که اسپین نیم‌صحیح دارند اصطلاحاً فرمیون و به ذراتی که اسپین صحیح دارند بوزون می‌گویند. ثابت می‌شود که فرمیون‌ها و بوزون‌ها از قوانین آماری متفاوتی پیروی می‌کنند که به اولی آمار فرمی-دیراک و به دومی آمار بوز-اینشتین می‌گویند.
در مکانیک کوانتومی با توجه به قانون جابجایی عملگرهای {\displaystyle {\hat {S}}_{x},\,{\hat {S}}_{y},\,{\hat {S}}_{z}}(هر یک از این عملگرها اسپین را در جهت محور خاصی اندازه می‌گیرند) ({\displaystyle [{\hat {S}}_{i},{\hat {S}}_{j}]=\epsilon _{ijk}{\hat {S}}_{k}})
* ثابت می‌شود که در آن واحد تنها می‌توان اسپین را در جهت یکی از محورها اندازه گرفت. *
رسم بر این است که این جهت خاص را معمولاً جهت z انتخاب می‌کنند. وقتی گفته می‌شود که اسپین ذره‌ای {\displaystyle s} است منظور این است که بزرگ‌ترین مقداری که مؤلفهٔ z (یا هر مؤلفهٔ) دیگری می‌تواند بپذیرد{\displaystyle s} است. همچنین ثابت می‌شود که اگر بیشترین مقدار مؤلفه {\displaystyle s} باشد، اندازهٔ کل اسپین
{\displaystyle \hbar \,{\sqrt {s(s+1)}}}
است ولی رسم بر این است که هنگام نامیدن اسپینها از همان مقدار {\displaystyle s} استفاده می‌شود نه {\displaystyle \hbar \,{\sqrt {s(s+1)}}}. برای ذره‌ای با اسپین {\displaystyle s}، هر یک از مؤلفه‌های بردار اسپین آن می‌تواند مقادیر{\displaystyle -s,\,\cdots ,\,s-1,\,s}
را بپذیرد. البته چنان‌که که گفته شد در آن واحد تنها می‌توان آن را در یک جهت اندازه گرفت. پس نتیجه می‌شود برای اسپین {\displaystyle s}‎:
{\displaystyle 2s+1} حالت وجود دارد.
کوچک‌ترین اسپین غیر صفر برای یک ذره می‌تواند‎ ۱/۲ باشد. عملگرهای اسپین ‎۱/۲ را به کمک ماتریسهایی ۲×۲ به نام ماتریس‌های پاولی نشان می‌دهند. این کوچک‌ترین نمایش وفادار (faithful representation) از گروه (SU(2 است. در حالت اسپین یک‌دوم ذره فقط می‌تواند دو حالت داشته باشد یا اسپینش (یعنی در واقع مؤلفهٔ z بردار اسپینش) ‎۱/۲ باشد یا ‎-۱/۲ باشد. به حالت اولی اصطلاحاً اسپین بالا و به دومی اسپین پایین می‌گویند. در توضیحات غیرتخصصی معمولاً این را حرکت ساعتگرد و پادساعتگرد ذره حول محور z می‌نامند؛ ولی این تنها برای فهماندن مطلب است و به معنی کلمه درست نیست.
یک مسئله که فهم آن عجیب است مسئله شکل این ذرات است ذراتی که اسپین صفر دارند مانند نقطه‌اند از هر طرف که نگاه کنیم یا به هر طرف بپرخانیم یک شکل اند ولی ذرات با اسپین ۱ مانند یک تیر (پیکان) هستند واگر آن‌ها را ۱۸۰ درجه بچرخانیم درست عکس شکل خود را می‌گیرند ذراتی با اسپن ۲ در ۹۰ درجه چنین شکلی می‌گیرند اما اصل کار بر روی فرمیون هاست زیرا آن‌ها اسپین اعشار دارند و یک الکترون با اسپین ۱/۲ اگر ۷۲۰ درجه چرخانده شود درست به شکل قبل دیده می‌شود.

## تاریخ
ولفگانگ پائولی در سال ۱۹۲۴ برای اولین بار پیشنهاد دو برابر شدن تعداد تراز های الکترونی موجود را به دلیل یک پدیده فیزیکی غیر کلاسیک دو مقداری به نام "چرخش پنهان" داد. در سال ۱۹۲۵، جورج اولنبک و ساموئل گودسمیت در دانشگاه لیدن ، تفسیر فیزیکی ساده ذره‌ای را که به دور محور خود می‌چرخند، با روحیه نظریه کوانتومی قدیمی بور و سامرفلد پیشنهاد کردند. رالف کرونیگ مدل اولنبک-گودسمیت را در گفتگو با هندریک کرامرز چندین ماه قبل در کپنهاگ پیش بینی کرد، اما آن را منتشر نکرد. نظریه ریاضی آن، توسط پائولی در سال ۱۹۲۷ به طور عمیقی پژوهش شد. زمانی که پل دیراک مکانیک کوانتومی نسبیتی خود را در سال ۱۹۲۸ ارائه کرد، اسپین الکترون جزو بخش های اساسی آن بود.

## عدد کوانتومی
همانطور که از نام آن پیداست، اسپین در ابتدا به عنوان چرخش یک ذره حول یک محور تصور می شد. در حالی که این سؤال مبهم همچنان وجود دارد که آیا ذرات بنیادی واقعاً می‌چرخند؟ (از آنجایی که ذرات نقطه‌مانند به نظر می‌رسند)، این تصور تا زمانی میتواند درست باشد که اسپین همانند عملگر تکانه زاویه ای از قوانین ریاضی مشابهی پیروی کند درست است. در واقع به طرز دقیق تر، اسپین بیان می‌دارد که فاز ذره با تغییر زاویه تغییر می کند. از سوی دیگر، اسپین ویژگی‌های عجیبی دارد که آن را از اندازه حرکت زاویه‌ای مداری متمایز می‌کند:
- اعداد کوانتومی اسپین ممکن است مقادیری نصف عدد صحیح بگیرند.
- اگرچه جهت چرخش آن را می توان تغییر داد، اما نمی توان یک ذره بنیادی را سریعتر یا آهسته تر به چرخش درآورد.
- اسپین یک ذره باردار با یک گشتاور دوقطبی مغناطیسی با ضریب g با 1 اختلاف دارد. البته این تنها در صورتی می تواند به طور کلاسیک رخ دهد که بار داخلی ذره متفاوت از جرم آن توزیع شود.
- تعریف مرسوم عدد کوانتومی اسپین(s) {\displaystyle s=n/2} است که n می تواند هر عدد صحیح غیر منفی باشد. از این رو مقادیر مجاز برای s میتواند 0،1/2، 1، 3/2، 2 و غیره باشد. مقدار s برای یک ذره بنیادی تنها به نوع ذره بستگی دارد و به هیچ وجه نمی توان آن را تغییر داد (برخلاف جهت چرخش که در فرمول زیر شرح داده شده). تکانه زاویه ای اسپین S هر سیستم فیزیکی که کوانتیزه می شود مقادیر مجاز S می باشد.{\displaystyle S=\hbar \,{\sqrt {s(s+1)}}={\frac {h}{2\pi }}\,{\sqrt {{\frac {n}{2}}{\frac {(n+2)}{2}}}}={\frac {h}{4\pi }}\,{\sqrt {n(n+2)}},}که h ثابت پلانک و {\textstyle \hbar ={\frac {h}{2\pi }}} ثابت کاهیده پلانک می باشد. در مقابل، تکانه زاویه ای مداری فقط می تواند مقادیر صحیح s را بگیرد. یعنی مقادیر آن تنها مقادیر زوج n می باشد.

### فرمیون ها و بوزون ها
ذراتی با اسپین نصف یک عدد صحیح، مانند1/2 ،، 3/2، 5/2 به، فرمیون معروف هستند، در حالی که ذرات با اسپین اعداد صحیح مانند 0، 1، 2 به عنوان بوزون شناخته می شوند. این دو خانواده ذرات، از قوانین متفاوتی پیروی می کنند و به طور کلی نقش های متفاوتی در دنیای اطراف ما دارند. یک تمایز کلیدی بین این دو خانواده این است که فرمیون ها از اصل طرد پائولی پیروی می کنند: یعنی نمی توان دو فرمیون یکسان به طور همزمان با اعداد کوانتومی یکسان (یعنی تقریباً موقعیت، سرعت و جهت اسپین یکسان) وجود داشته باشد. همچنین فرمیون ها از قوانین آمار فرمی دیراک پیروی می کنند. در مقابل، بوزون‌ها از قوانین آمار بوز-انیشتین پیروی می‌کنند و چنین محدودیتی ندارند، بنابراین ممکن است در حالت‌های یکسان «با هم جمع و متمرکز شوند». همچنین ذرات مرکب می توانند دارای اسپین های متفاوتی با ذرات تشکیل دهنده خود باشند. به عنوان مثال، یک اتم هلیوم-4 در حالت پایه دارای اسپین صفر است  و مانند یک بوزون رفتار می کند، با این حال که کوارک ها و الکترون های تشکیل دهنده آن همگی فرمیون هستند.
این پدیده باعث پی‌آمد های عمیقی می شود:
- کوارک‌ها و لپتون‌ها (شامل الکترون‌ها و نوترینوها ) که به طور کلاسیک به عنوان ماده شناخته می‌شوند، همگی فرمیون‌هایی با اسپین 1/2 هستند. ایده رایجی که "ماده فضا را اشغال می کند" در واقع از اصل طرد پائولی ناشی می شود که بر روی این ذرات تاثیر می گذارد تا فرمیون ها را در حالت کوانتومی یکسان قرار ندهند. تراکم بیشتر از الکترون باعث می شود تا حالت های انرژی مشابه بیشتری را اشغال کنند، و بنابراین نوعی فشار (که گاهی به عنوان فشار انحطاط الکترون ها شناخته می شود) روی این فرمیون ها وارد می شود که از نزدیک شدن بیشتر آنها به یکدیگر مقاومت بعمل آید.وجود فرمیون های بنیادی با اسپین های دیگر ( مثل ،3/2،5/2 و غیره) تا الان شناخته نشده است.
- ذرات بنیادی که به عنوان حامل های نیرو در نظر گرفته می شوند، همگی بوزون هایی با اسپین ۱ می باشند . این ذرات شامل فوتون، که حامل نیروی الکترومغناطیسی است، گلوئون (نیروی قوی)، و بوزون های W و Z (نیروی ضعیف) هستند. توانایی بوزون‌ها برای اشغال حالت کوانتومی یکسان در لیزر استفاده می شود، که باعث مطابق کردن فوتون‌های دارای عدد کوانتومی یکسان می شود ( فوتون هایی هم راستا و دارای فرکانس یکسان)، هلیوم مایع ابرسیال ناشی از بوزون بودن اتم‌های هلیوم-4 است و ابررسانایی آن، در اثر جفت‌ الکترون کوپر(که هر کدام به صورت جداگانه  فرمیون هستند) به عنوان بوزون های ترکیبی منفرد عمل می کنند.بوزون‌های ابتدایی با اسپین‌های دیگر (0، 2، 3، و غیره) به صورت تجربی وجود نداشتند.
- اگرچه وجود آنها به طرز قابل توجهی به صورت نظری امکان دارد و در نظریه‌های جریان اصلیشان این امر به خوبی محرز شده‌ است. به طور خاص، نظریه پردازان، گراویتون(که احتمال وجود آن با برخی نظریه های گرانش کوانتومی وجود دارد) را با اسپین ۲ و بوزون هیگز (تبیین کننده شکست تقارن ضعیف الکتریکی ) با اسپین صفر پیشنهاد کرده‌اند. از سال 2013، وجود بوزون هیگز با اسپین صفر ثابت شده است.  این ذره اولین ذره بنیادی اسکالر (اسپین صفر) بود که وجود آن در طبیعت به اثبات رسیده است.
- هسته‌های اتمی که دارای اسپین هسته‌ای هستند که ممکن است نیمه صحیح یا صحیح باشد، در نتیجه هسته‌ها ممکن است فرمیون یا بوزون باشند.

### قضیه اسپین-آمار
قضیه اسپین-آمار ذرات را به دو گروه تقسیم می‌کند: بوزون‌ها و فرمیون‌ها ، که در آن بوزون‌ها از آمار بوز-انیشتین تبعیت می‌کنند، و فرمیون‌ها از آمار فرمی-دیراک (و در نتیجه اصل طرد پائولی ) تبعیت می‌کنند. به طور اختصاصی، این نظریه بیان می کند که ذرات با اسپین عدد صحیح بوزون هستند، در حالی که همه ذرات دیگر دارای اسپین های نیمه صحیح فرمیون می باشند. به عنوان مثال، الکترون ها دارای اسپین نیمه صحیح دارند فرمیون هایی هستند که از اصل طرد پائولی پیروی می کنند، در حالی که فوتون ها دارای اسپین عدد صحیح می باشند و از این اصل پیروی نمی کنند. این قضیه هم بر مکانیک کوانتومی و هم بر نظریه نسبیت خاص متکی است و این ارتباط بین اسپین و آمار را "یکی از مهمترین کاربردهای نظریه نسبیت خاص" نامیده اند.

### ارتباط با چرخش در فیزیک کلاسیک
از آنجایی که ذرات بنیادی نقطه مانند هستند، برای آنها چرخش به دور خود تعریف خوبی نیست. با این حال، اسپین بیان می‌دارد که فاز ذره به زاویه بستگی دارد همان‌طور که {\displaystyle e^{iS\theta }} می‌باشد که برای چرخش زاویه به اندازه θ حول محور موازی با اسپین S گفته می‌شود. این قضیه را برای فهم بهتر می‌توان با تفسیر مکانیک کوانتومی تکانه که معادل با وابستگی فاز به موقعیت ذره و تکانه زاویه ای مداری در مکانیک کوانتمی با وابستگی فاز در موقعیت زاویه ای تعیبر کرد.
اسپین فوتون توصیف مکانیک-کوانتومی قطبش نور است که در آن اسپین +۱ است. اسپین ۱- نشان دهنده دو جهت متضاد قطبش دایره ای است؛ بنابراین، تعریف نور حاصل از یک قطبش دایره‌ای عبارت است از: فوتون‌هایی با اسپین یکسان که یا همگی ۱+ یا همگی ۱- می‌باشد. اسپین قطبش را برای بوزون‌های برداری دیگر نیز نشان می‌دهد.
برای فرمیون‌ها، این پدیده کمتر روشن شده و شناخته شده است. سرعت زاویه ای با قضیه ارنفست برابر با مشتق همیلتونی تقسیم بر تکانه مزدوج آن است که درنتیجه عملگر کل تکانه زاویه ای برابز با J = L + S می‌شود؛ بنابراین، اگر H همیلتونی به اسپین S وابسته باشد، dH / dS غیر صفر است و اسپین باعث سرعت زاویه ای و در نتیجه چرخش واقعی می‌شود، و از آن جایی که این چرخش واقعی است یعنی باعث تغییر در رابطه زاویه-فازی آن در طول زمان می‌شود. با این حال، این که آیا این برای الکترون آزاد صدق می‌کند یا خیر، مبهم است، زیرا برای یک الکترون، S 2 ثابت است، و بنابراین این موضوع قابل پیگیری می‌شود که آیا همیلتونین چنین اصطلاحی را شامل می‌شود یا خیر. با این وجود، اسپین در معادله دیراک وجود دارد، و بنابراین می‌توان درنظر گرفت همیلتونی نسبی الکترون که به عنوان میدان دیراک است، می‌تواند وابسته به اسپین S دانسته شود.